# Gázturbinás mozdony

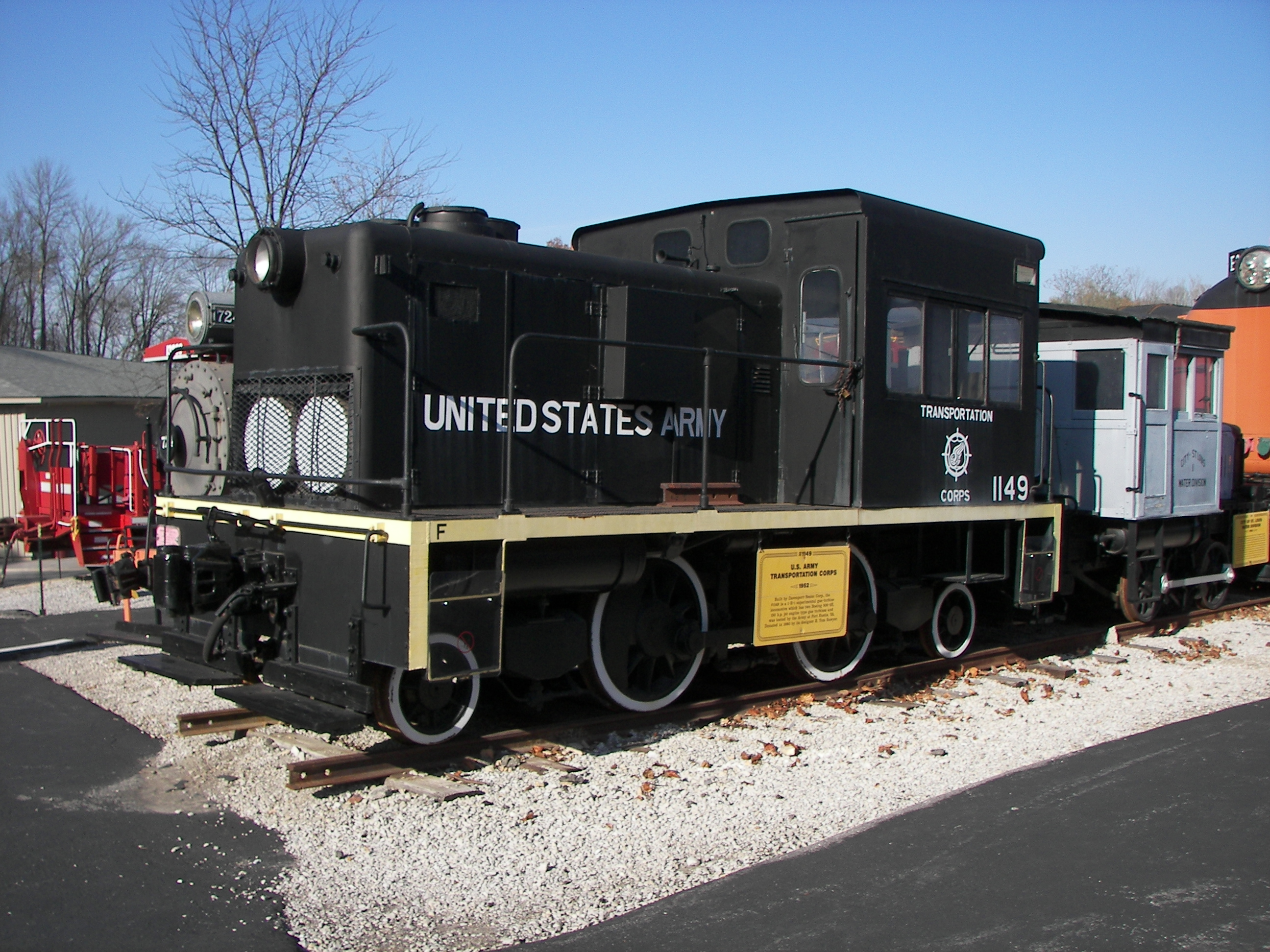
Egy kísérleti amerikai gázturbinás mozdony 1952-ből

A gázturbinás mozdony egy olyan mozdony, melyet gázturbina hajt.

## Alkalmazási lehetőségei
A gázturbina relatíve kicsi és könnyű, ezenkívül kismértékben túl lehet terhelni. A kicsiség és könnyűség egy mozdonyban akkor előny, ha elég nagy teljesítményt szeretnénk koncentrálni benne. A túlterhelhetőség akkor jut szóhoz a mozdonyban, ha a vezérlőrendszer ennek kihasználását (a megfelelő korlátok között) meg is engedi.
Emellett a gázturbina hátránya a dugattyús motorhoz képest rosszabb hatásfok, és a jelentősebb zajhatás. Bár az újabb fejlesztésű gázturbinák hatásfoka jobb, de közben a dízelmotorok hatásfoka is javult. (Ha a "birodalmi" fejlesztéseknél maradunk, akkor az 50-es évektől indított, első generációs gázturbinás mozdonyoknál 19-20% volt a hatásfok, míg a mostaninál ez 30%. Közben a dízelmotorok 30-35%-ról 40-45%-ig emelkedtek.) A zajhatással ma sokkal többet lehet kezdeni, mint az elsőgenerációs gázturbinás mozdonyoknál.
Ha a gázturbina földgázüzemű, és a vele hajtott jármű olyan helyen működik, ahol sok gázt termelnek, akkor a gázolajnál alacsonyabb lesz a tüzelőanyag-költség. 30% költségcsökkenéssel lehet számolni, vagy még többel. Így hát amennyivel rosszabb hatásfokú a gázturbina, annyival olcsóbb is lesz a hajtóanyaga. Probléma még, hogy a megfelelő biztonsági berendezésekkel ellátott folyékonygáz-tartályok mérete nagyobbra adódik, mint a gázolaj tartályoké, és nem lehet a mozdonyon akárhol elhelyezni (főként, ha nagy beépített teljesítményű mozdonyról beszélünk, amelynek a fogyasztása is nagy abszolút értékben, tehát sok tüzelőanyagot visz magával). Régebben szerkocsival is próbálkoztak, de ezt azért mégiscsak el kell hagyni, ha egy mód van rá. Itt jön be a gázturbina kis helyigénye és tömege: a mozdonyban elférnek mellette a különleges bánásmódot igénylő gáztartyályok. (Dugattyús, földgázüzemű motorok is vannak, de az ő esetükben a nagyobb beépített teljesítmények mellett helyhiány léphet fel a géptérben.)
A földgázüzemű mozdonyhoz ki kell építeni a megfelelő infrastruktúrális létesítményeket ("földgázkutak"). Emiatt a kezdeti beruházások megdrágítják a konstrukciót, és ehhez jön az alacsonyabb legyártott darabszám miatti költségtöbblet. Végső soron akár egy árban is lehet a "földgázturbinás" mozdony a hagyományos dízellel, bár kezdetben inkább drágább lesz. Viszont olyan tüzelőanyagot használ, amelyből elvileg több ideig tartanak ki a készletek - tehát az idő neki dolgozhat üzemeltetési költségek terén.